# Slither.io
 (octobre 2024).
Si vous disposez d'ouvrages ou d'articles de référence ou si vous connaissez des sites web de qualité traitant du thème abordé ici, merci de compléter l'article en donnant les références utiles à sa vérifiabilité et en les liant à la section « Notes et références ».
Slither.io est un jeu vidéo d'action en ligne massivement multijoueur développé par Steve Howse, sorti en 2016 sur navigateur web, iOS et Android.
Slither.io est une version multijoueur du jeu d'arcade Snake et propose un concept similaire au jeu Agar.io sorti en 2015.
Son nom provient du terme anglais to slither qui signifie « ramper ».

## Système de jeu
Chaque joueur contrôle un serpent dont le but du jeu est de le faire grossir le plus possible en absorbant des cellules d'énergie. La partie se finit pour le joueur quand la tête de son serpent heurte le corps d'un autre serpent. Le serpent peut accélérer, ce qui fait perdre de l'énergie et donc de la longueur. Les cellules d'énergie apparaissent spontanément ou sont libérées par la mort ou l'accélération d'un serpent.
La stratégie du jeu se tourne très vite vers l'assaut des serpents adverses. Les techniques les plus courantes consistent à encercler un ou plusieurs serpents jusqu'à empêcher tout mouvement sans heurt, bloquer un serpent, croiser par anticipation la trajectoire d'un serpent ou absorber de façon opportune la dépouille d'un serpent.
Pour empêcher l'anti-jeu, un serpent ne peut pas s'arrêter, son corps avance au plus court pour ne pas avancer sur soi-même continuellement et heurter les parois du terrain de jeu ne laisse pas de cellule d'énergie.
Le but du jeu est de marquer le plus gros score à la fin de la partie, à savoir la taille de son serpent, ou d'apparaitre dans le classement des 10 plus gros serpents en jeu.
Chacun lutte pour lui seul. Pour ce faire, le joueur doit essayer d'intercepter la trajectoire des autres joueurs en évitant lui-même de percuter un serpent adverse. L'accélération peut s'avérer rentable si le joueur réussit à prendre un autre joueur de vitesse et à le cogner contre son chef — et donc à le tuer. Si un serpent atteint une certaine taille et se déplace de manière à faire un grand cercle en prenant le plus de place possible, d'autres serpents pourront apparaître directement à l'intérieur du joueur.

## Contrôles du jeu
Sur navigateur web, on tourne en déplaçant le curseur. On accélère en pressant la barre d'espace de son ordinateur ou en cliquant. Sur l'application mobile, il y a trois modes de contrôle.

## Affichage
Le serpent est au centre de l'écran. Le classement des dix plus gros joueurs est en haut à droite de l'écran. La carte est en bas à droite de l'écran. La taille de son serpent et le nombre de serpents est en bas à gauche de l'écran. Plus le serpent est gros, plus le jeu est dézoomé. Il est possible de changer la qualité de l'affichage, en cliquant sur une icône en haut à droite de l'écran sur navigateur, ou en allant dans les paramètres puis en cochant ou décochant la case "graphismes améliorés" sur mobile, et il est également possible de changer l'arrière plan sur la version mobile.

## Technique Wun Wun
La technique Wun Wun consiste à faire le plus grand cercle possible avec son serpent et attendre que des joueurs meurent autour pour récupérer un maximum d'énergie en toute sécurité.

## Technique Gong Dao
La technique Gong Dao (du chinois gōngdào, signifiant "barrage") consiste à bloquer avec son serpent un autre joueur en accélérant rapidement pour lui barrer la route. Cette technique repose principalement sur un effet de surprise et une accélération bien maitrisée.

## Technique Wōniú huánrào
La technique Wōniú huánrào (signifiant "escargot entouré" en chinois) consiste à entourer avec son serpent un autre joueur en accélérant ou pas afin de bloquer celui-ci en rétrécissant le cercle petit-à-petit. Cette technique repose sur de la patience des 2 joueurs concernés, cependant attention à ne pas se faire entourer par un autre serpent pendant que vous appliquez cette technique.